# Новак Билбија
Новак Билбија (Руско Село код Кикинде, 1950) српски је глумац.

## Живот
Глумио је у великом броју позоришних представа. Био је члан ансамбла Народног позоришта Кикинда, Народног позоришта „Тоша Јовановић“, Зрењанин, Народног позоришта Бања Лука, а од 1985. године стални је члан Српског народног позоришта у Новом Саду, где је првак драме.

## Награде и признања
- 2 Стеријине награде за глумачко остварење
- више годишњих награда СНП-а
- више награда на Сусретима војвођанских позоришта
- награда за епизодну улогу на Југословенском позоришном фестивалу у Ужицу
- Златна медаља „Јован Ђорђевић“

## Позориште
- Јован, Јован Стерија Поповић: „Покондирена тиква";
- Раскољников, Фјодор Михајлович Достојевски: „Злочин и казна";
- Поп Олуја, Стеван Сремац: „Поп Ћира и поп Спира";
- Пазикућа, Н. Ердман: „Мандат“,
- Хавличек, Еден фон Хорват: „Приче из Бечке шуме";
- Трифун Спасић, Бранислав Нушић: „Ожалошћена породица“, режија Стево Жигон;
- Лепршић, Јован Стерија Поповић: „Родољупци“, режија Стево Жигон;
- Бора Шнајдер, Александар Поповић: „Развојни пут Боре Шнајдера“, режија Слободан Салетовић;
- Чеда Урошевић, Бранислав Нушић: „Госпођа министарка“, режија И. Вујић;
- младожења, Јован Стерија Поповић: „Женидба и удадба";
- Михајло Васиљевић Платонов, Антон Павлович Чехов: „Платонов“, режија Стево Жигон;
- Станоје Главаш, Ђура Јакшић: „Станоје Главаш“, режија Кокан Миловановић;
- Новак Вучетић, Милица Новковић: „Камен за под главу“, режија Мирослав Бенка;
- Нађ Пал, Јован Стерија Поповић: „Родољупци“, режија Слободан Унковски;
- Рјепнин, Милош Црњански: „Роман о Лондону“, режија Стево Жигон;
- Војин Југовић, Борислав Михајловић Михиз: „Бановић Страхиња“, режија Ј. Павић,
- Пера Сегединац, П. Марјановић: „Лаза Костић: Међу јавом и мед сном“, режија Радослав Миленковић;
- Стеван Медаковић, Слободан Селенић: „Очеви и оци“, режија Славенко Салетовић;
- Ставра, Љубомир Симовић: „Чудо у Шаргану“, режија Егон Савин;
- Јеротије Пантић, Бранислав Нушић: „Сумњиво лице“, режија Дејан Мијач;
- Дробац, Љубомир Симовић: „Путујуће позориште Шопаловић“, режија Егон Савин;
- Васа Вучуревић, Александар Поповић: „Мрешћење шарана“, режија Егон Савин;
- Бернардин, Вилијам Шекспир: „Мера за меру“, режија Дејан Мијач;
- Стеван Савски Кесер, Душан Ковачевић: „Сабирни центар“, режија Љубослав Мајера;
- Тезеј, Вилијам Шекспир: „Сан летње ноћи“, режија Кокан Младеновић;
- Илија Чворовић, Душан Ковачевић: „Балкански шпијун“, режија Владимир Лазић;
- Страин, Душан Спасојевић: „Зверињак“, режија Борис Лијешевић;
- Гусан, Михаил Булгаков: „Зојкин стан“, режија Дејан Мијач;
- Врач, Радмила Смиљанић: „Бунар“, режија Егон Савин
- Витез Тобија, Вилијам Шекспир: „Богојављенска ноћ“, режија Егон Савин......

## Телевизија
- Слом - серија
- Осма офанзива - колониста
- Пупинове звезде - серија
- База на Дунаву - серија
- Кво вадис? - серија
- Одлазак ратника, повратак маршала - серија
- Светозар Марковић - серија
- Вук Караџић - серија
- Балкан експрес 2 - серија
- Виолински кључ- тв филм
- Специјална редакција - серија
- Венеријанска раја - тв филм
- Алекса Шантић (ТВ серија) - серија
- Вратиће се роде - серија - Бора Вулин
- Сва та равница - серија
- Мирис кише на Балкану (ТВ серија) - серија
- Турнеја - серија - пуковник Гавро
- Фолк - серија
- Равна Гора - серија
- Немањићи - рађање краљевине - серија
- Месо - серија - господин
- Јужни ветар - филм
- Јужни ветар - серија
- Мочвара - серија
- Државни службеник (ТВ серија) - серија
- Камионџије д. о. о - серија
- Тајне винове лозе - серија
- Луд, збуњен, нормалан - серија
- Бранилац (серија) - серија

## Филм
- 1981 — Широко је лишће
- 1990 — Секс - партијски непријатељ бр. 1
- 1994 — Вуковар, једна прича
- 2004 — Да није љубави, не би свита било
- 2008 — Турнеја
- 2008 — Бледи месец
- 2009 — Јесен у мојој улици
- 2012 — Артиљеро
- 2013 — Одумирање
- 2018 — Јужни Ветар
- 2023 — Олуја
- 2023 — Што се боре мисли моје